# Pernette Chaponnière
Pernette Chaponnière, née le 9 mai 1915 à Genève et décédée le 24 juin 2008 à Genève, est une femme de lettres genevoise.

## Biographie
Pernette Chaponnière, bibliothécaire et écrivain publie, à côté de ses romans, plusieurs pièces de théâtre ainsi que de nombreux livres pour enfants. Responsable de la section de littérature enfantine du Bureau international d'éducation à Genève, elle décide de se consacrer à l'écriture à partir de  1947.
Chroniqueuse au Journal de Genève, elle publie pendant 30 ans quelque 2000 billets inspirés par la vie quotidienne, d'abord sous le nom de Puck, puis dès 1963 sous son propre nom. Elle écrit plusieurs textes de littérature enfantine dans les années 50 et 60. Elle reçoit en 1955 le Prix international Charles Veillon pour son roman Toi que nous aimions. De nombreux textes qu'elle écrit sont mis en onde pour la radio.[réf. nécessaire]

## Romans
- Toi que nous aimions, Julliard, 1955
- Eau douce, Julliard 1957
- Ni la mort ni la vie, Julliard, 1961
- Le Pèlerin de Cythère (Antoine Watteau), Éditions Pourquoi pas (Genève), 1984. Cette vie romancée d'Antoine Watteau fut éditée en France sous le nom Fêtes galantes (Arthaud).

## Œuvres pour enfants
(Liste non exhaustive)
- Vingt noëls pour les enfants, La Baconnière, 1945  (ill. de l'auteur)
- Le petit ours de pain d'épice et autres contes, Bourrelier, 1948 (ill. J.A. Cante) : 2e Prix Jeunesse 1948.
- Petites poésies des quatre saisons, La Joie de Lire (Genève), 1948
- La méchante petite Alphonsine, La Baconnière, 1948 (ill. de l'auteur)
- Le trésor de Pierrefeu, La Baconnière,  1953
- À la rescousse !, Spes (Lausanne), 1954
- Par une nuit de décembre, La Baconnière,  1958
- Contes de Noël, Spes (Lausanne),  1960
- Le bel habit de Tirili, Œuvre suisse des lectures pour la jeunesse,  1976 (ill. Pierre Bataillard) : 2e prix de l'Œuvre suisse des lectures pour la jeunesse

## Chroniques quotidiennes
- Au fil du temps, Ed. du Journal de Genève, (1961)

## Sources
- Nic Diament, Dictionnaire des écrivains français pour la jeunesse : 1914-1991, Paris, L'École des loisirs, 1993, 783 p. (ISBN 2-211-07125-2 et 978-2-211-07125-3)

- « Pernette Chaponnière », sur la base de données des personnalités vaudoises sur la plateforme « Patrinum » de la Bibliothèque cantonale et universitaire de Lausanne.
- R. Francillon, Histoire de la littérature en Suisse romande, 1998, p. 319
- Anne-Lise Delacrétaz, Daniel Maggetti, Écrivaines et écrivains d'aujourd'hui, 2002.